# لیانه بور
لیانه بور (انگلیسی: Liane Buhr؛ زادهٔ ۱۱ مارس ۱۹۵۶) قایقران روئینگ اهل آلمان شرقی است.
وی در مسابقات کشوری و بین‌المللی در مجموع برندهٔ ۵ مدال طلا شده‌است.